# 고보영
고보영(高寶英, ?~?)은 발해의 관료이다.

## 생애
그는 발해의 동중서성우평장사(同中書省右平章事)를 지낸 관료로서 833년에 당나라에 사은사로 파견되어 일전에 책봉에 대해 감사를 표한 뒤 학생 3명을 보내 당나라 수도에서 공부할 수 있도록하고 이미 파견되어 있던 학생 3명은 본국으로 귀국시키길 요청했다.

## 참고 자료
- 유, 득공 (1784). 《발해고》. 신고(臣考).